# Hölder
Pour le mathématicien allemand, voir Otto Hölder.
Le hölder est un cépage de cuve allemand de raisins blancs.

## Origine et répartition géographique
Le cépage est une obtention de August Herold dans l'institut Staatliche Lehr- und Versuchsanstalt für Wein- und Obstbau Weinsberg  à Weinsberg près de Heilbronn. L'origine génétique est vérifiée et c'est un croisement des cépages riesling (clone 044) x pinot gris réalisé en 1955. Le cépage est autorisé dans de nombreux Länder en Allemagne. Le cépage est peu multiplié et la superficie plantée est de 12 hectares en 2001.
Le nom du cépage a été choisi en hommage à Friedrich Hölderlin.

## Aptitudes culturales
La maturité est de deuxième époque hâtive : 8 - 10 jours après le chasselas.

## Potentiel technologique
Les grappes sont moyennes à grandes et les baies sont de taille petite à moyenne. La grappe est tronconique, ailée et moyennement compacte. Le cépage est de bonne vigueur mais moyennement fertile. Le cépage donne des vins blancs de bonne qualité, fruités et puissants.

## Synonymes
Le hölder est connu sous le sigle We S 397